# Waipapa Island
Waipapa Island ist eine kleine Insel an der Ostseite der Coromandel Peninsula. Die Insel zählt zur Region Waikato auf der Nordinsel von Neuseeland.

## Geographie
Waipapa Island befindet sich rund 6,7 km nördlich des kleinen Küstenortes Tairua an der Ostküste der Coromandel Peninsula. Die 62 m hohe Insel, eigentlich einer Halbinsel gleich, besitzt eine zum Teil schmale zwischen 25 m bis 135 m breite und rund 205 m lange Verbindung zum Festland. Die Insel selbst umfasst eine Fläche von rund 4,6 Hektar und misst eine Länge von rund 340 m in Nord-Süd-Richtung bei einer maximalen Breite von rund 195 m in Ost-West-Richtung.